# Logos (cristianisme)
En el cristianisme, el Logos (grec antic: Λόγος, ‘paraula’, ‘raó’ o ‘concepte’) és un nom o títol de Jesucrist, entès com la segona persona preexistent de la Santíssima Trinitat. En la Bíblia Catalana Interconfessional, el primer vers de l'Evangeli segons Joan diu:
| « | Al principi existia el qui és la Paraula. La Paraula estava amb Déu i la Paraula era Déu. | » |
| — |                                                                                           |   |

En el llenguatge corrent se sol traduir Λόγος per ‘Paraula’, però en els àmbits acadèmics i teològics es tendeix a fer servir la simple transcripció del mot grec.
Segons Ireneu de Lió (ca. 130-202), estudiant de Policarp (ca. 69-156), Joan l'Apòstol escrigué aquestes paraules per refutar els ensenyaments de Cerint, que vivia i ensenyava a Efes, la ciutat on Joan s'establí després de tornar del seu exili a Patmos. Així com Cerint afirmava que el món havia estat creat per «un cert Poder ben diferent de […] Déu totpoderós», Joan representava Déu totpoderós com el Creador a través de la seva Paraula. Per altra banda, mentre Cerint traçava una distinció entre Jesús l'home i «el Crist vingut del cel», que hauria davallat sobre Jesús l'home durant el seu baptisme, Joan, segons Ireneu, reivindicava que la Paraula preexistent i Jesucrist eren el mateix.
L'Apocalipsi parla d'una figura que anomena «la paraula de Déu», seguida pels «exèrcits del cel».